# Campestre da Serra
Pour les articles homonymes, voir Campestre.
Campestre da Serra est une municipalité brésilienne située dans l'État du Rio Grande do Sul.